# میروسلاوسکه کنینیتسه
میروسلاوسکه کنینیتسه (به چکی: Miroslavské Knínice) یک منطقهٔ مسکونی در جمهوری چک است که در ناحیه زنویمو واقع شده‌است. میروسلاوسکه کنینیتسه ۸٫۶۳ کیلومتر مربع مساحت و ۳۶۳ نفر جمعیت دارد و ۲۶۸ متر بالاتر از سطح دریا واقع شده‌است.